# ソンクラーム・ポーパオイン
ソンクラーム・ポーパオイン（Songkram Porpaoin、1966年3月25日 - ）は、タイ王国の元プロボクサー。ペッチャブーン県出身。元WBA世界ミニマム級暫定王者。同級正規王座を2度獲得しているチャナ・ポーパオインは双子の兄。

## 来歴
1993年5月9日、WBA世界ミニマム級王者で双子の兄チャナ・ポーパオインの初防衛戦の前座としてプロデビュー。
1997年1月11日、17戦目で世界初挑戦。1995年12月に兄からWBA世界ミニマム級王座を奪取したロセンド・アルバレス（ニカラグア）に挑む。ダウンを奪うなど健闘したが、11回TKO負けで王座奪取ならず。
1997年9月7日、再起戦でPABAミニマム級王者ランディ・マングバット（フィリピン）に挑戦。5回、偶然のバッティングで試合続行不能となり、引き分け。王座奪取ならず。
同年12月21日、マングバットに再挑戦。5回TKO勝ちを収め、王座獲得に成功（2度防衛後の1998年12月に返上）。
1999年1月30日、世界再挑戦。WBA世界ミニマム級暫定王座決定戦に出場し、ロニー・マグラモ（フィリピン）と対戦。9回TKO勝ちを収め、世界王座奪取した。
1999年5月16日、北九州で松本博志とノンタイトル戦を行い、10回判定負け。ミニマム級リミット内での対戦であったため、その後7月に王座を剥奪された。松本戦以降、2年弱リングから遠ざかる。
2002年10月14日、後にミニマム級で世界王座を2度奪取する高山勝成に8回判定負け。この試合を最後に引退した。